# 菊科白粉菌
菊科白粉菌（学名：Erysiphe cichoracearum）是属于白粉菌目白粉菌科白粉菌属的一种真菌，寄生在菊科植物上。该种分布于全世界。